# Esmeralda Moreno
Esmeralda Moreno nació en Chimalhuacán el 7 de julio de 1987) es una boxeadora profesional mexicana, en la categoría de peso supermosca del Consejo Mundial de Boxeo.

## Carrera profesional
Ingresó al boxeo profesional para aprender a protegerse de la violencia doméstica que le tocó vivir y para que nadie le pusiera las manos encima según sus propias palabras.
Realizó su debut profesional el 20 de abril de 2005 en el Salón Fascinación de la Ciudad de México y a la fecha se registran en su récord 31 peleas de las cuales ha ganado 25 y perdido 6 ganando 9 de sus 25 victorias con nocaut técnico. A principios de 2013 anunció su retiro temporal del ring para ser mamá naciendo su pequeña Larissa Valentina en el mes de junio de 2013. Su entrenador es Víctor "Cowboy" Díaz.

## Campeona mundial minimosca WBC
El gimnasio Miguel Hidalgo de Puebla fue testigo del triunfo de Esmeralda Moreno al obtener el cinturón de campeona mundial minimosca del Consejo mundial de boxeo el 23 de junio de 2012 al vencer a la hasta entonces campeona mundial japonesa Naomi Togashi tras 10 asaltos intensos. Días después recibió el cinturón mundial de parte de José Sulaimán presidente del Consejo mundial de boxeo. El 3 de noviembre de 2012, Maricela defendió su título al conseguir una discutida victoria frente a su retadora Maricela "La baby" Quintero en la ciudad de Zamora Michoacán. Fue su última pelea antes de su retiro temporal para dedicarse a su maternidad.

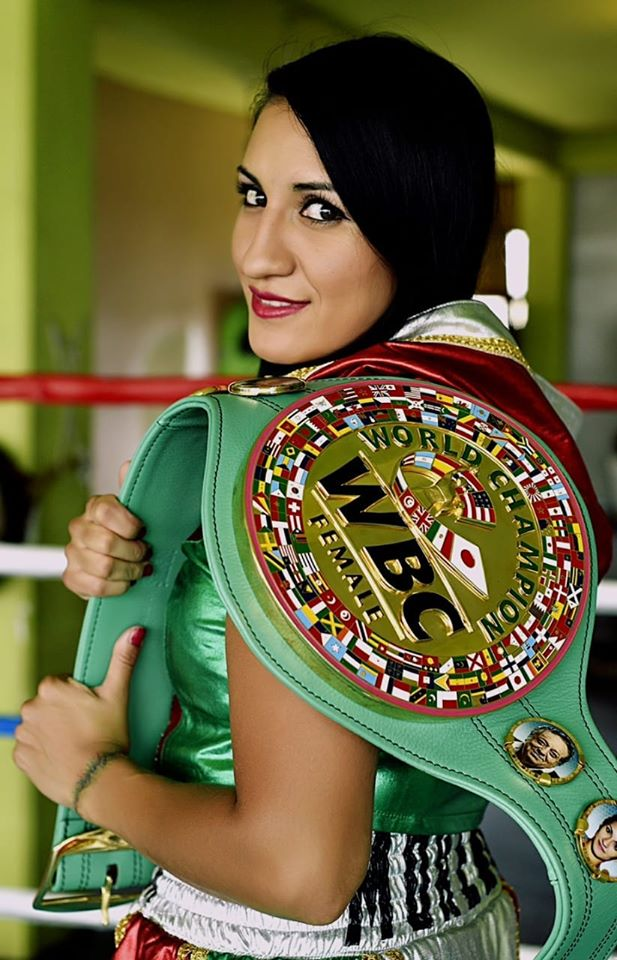
Esmeralda Moreno

## Récord profesional en Boxeo
| Resultado | Récord | Rival                      | Tipo             | Asalto | Fecha                   | Recinto                          | Lugar                       |
| --------- | ------ | -------------------------- | ---------------- | ------ | ----------------------- | -------------------------------- | --------------------------- |
| Victoria  | 11-2-1 | Maricela Quintero          | Puntos           | 10°    | 3 de noviembre de 2012  | Unidad deportiva el Chamizal     | Zamora Michoacán            |
| Victoria  | 10-0-1 | Naomi Togashi              | Puntos           | 10°    | 23 de junio de 2012     | Gimnasio Miguel Hidalgo          | Puebla                      |
| Victoria  | 3-5-1  | Guadalupe Bautista         | Decisión Unánime | 10°    | 17 de mayo de 2012      | Expo Feria                       | Morelia, Michoacán          |
| Victoria  | 10-8-0 | Yesenia Martínez Castrejón | Puntos           | 10°    | 7 de enero de 2012      | Arena Adolfo López Mateos        | Tlalnepantla                |
| Victoria  | 11-5-0 | Linda Sánchez              | Nocaut técnico   | 7°     | 27 de agosto de 2011    | Plaza de Toros                   | Huamantla, Tlaxcala         |
| Victoria  | 8-0-1  | María Salinas              | Puntos           | 10°    | 2 de julio de 2011      | Plaza de toros el Paseo          | San Luis Potosí             |
| Victoria  | 7-1-1  | Maribel Ramírez            | Puntos           | 10°    | 23 de abril de 2011     | Coliseum Don King                | Texcoco                     |
| Victoria  | 10-2-2 | Jessica Chávez             | Puntos           | 10°    | 19 de febrero de 2011   | Deportivo trabajadores del metro | Iztacalco, Estado de México |
| Victoria  | 10-3-0 | Linda Sánchez              | Decisión Unánime | 10°    | 11 de diciembre de 2010 | Deportivo trabajadores del metro | Iztacalco, Estado de México |
| Victoria  | 5-1-0  | Maricela Quintero          | Nocaut Técnico   | 10°    | 7 de agosto de 2010     | Arena México                     | Ciudad de México            |
| Victoria  | 6-5-0  | Yesenia Martínez Castrejón | Nocaut técnico   | 9°     | 3 de julio de 2010      | Gran Fórum                       | Ciudad de México            |
| Victoria  | 3-4-2  | Abigaíl Villar             | Nocaut técnico   | 6°     | 15 de mayo de 2010      | Deportivo Benito Juárez          | San Vicente Chicolapan      |
| Derrota   | 12-0-1 | Simona Galassi             | Decisión unánime | 10°    | 12 de marzo de 2010     | Palasport, Bernitoro             | Emilia Romagna              |
| Victoria  | 4-2-2  | Carolina Montenegro        | Nocaut técnico   | 4°     | 13 de febrero de 2010   | Domo Deportivo metropolitano     | Ciudad Nezahualcóyotl       |

## Títulos en boxeo
- Consejo Mundial de Boxeo
  - Campeonato Femenino de Peso Supermosca del CMB

| Predecesor: Naomi Togashi | Peso supermosca CMB 23 de junio de 2012 – Actualidad | Sucesor: -- |